# Clathria arbuscula
Clathria arbuscula är en svampdjursart som först beskrevs av R.W. Harold Row 1911.  Clathria arbuscula ingår i släktet Clathria och familjen Microcionidae.
Artens utbredningsområde är Röda havet. Inga underarter finns listade i Catalogue of Life.